# Paul Rudolf
Paul E. Rudolf (* 6. Dezember 1892; † 5. April 1956 in Zürich) war ein Schweizer Ruderer, der 1920 Olympiasieger im Vierer mit Steuermann wurde.

## Werdegang
Paul Rudolf vom Grasshopper Club Zürich trat bei der ersten Europameisterschaft nach dem Ersten Weltkrieg 1920 in Mâcon mit dem Schweizer Vierer in der Besetzung Willy Brüderlin, Max Rudolf, Paul Rudolf, Hans Walter sowie Steuermann Paul Staub an und siegte vor den Booten aus Belgien und Frankreich. Damit hatte die Schweiz in den zehn Jahren seit 1911 alle Europameisterschaften in dieser Bootsklasse gewonnen. Bei den Olympischen Spielen 1920 standen sich im Final die Boote aus den Vereinigten Staaten, Norwegen und der Schweiz gegenüber, die Zürcher siegten mit vier Sekunden Vorsprung auf die Amerikaner, die Norweger lagen weitere vier Sekunden zurück. Bei der Europameisterschaft 1921 in Amsterdam ruderte Émile Albrecht für Hans Walter und gewann zusammen mit Brüderlin und den Rudolfs einen weiteren Europameistertitel für die Schweiz, der Name des Steuermanns ist nicht bekannt.